# سد کینه ورس
سد کینه‎‌ورس  در استان زنجان و در فاصله ۱۴ کیلومتری جنوب‌غربی شهرستان ابهر و حدود ۵ کیلومتری روستای کینه ورس قرار دارد. این سد بر روی شاخه‌ کینه‌ورس از رود ابهررود که از جنوب به طرف شمال جریان داشته و به دشت تاکستان وارد می‌شود با مختصات جغرافیایی ذیل احداث می‌شود. سد کینه‌ورس در سال‌های قبل از انقلاب توسط مهندسین مشاور کاژه-سانیو بر روی شاخه کینه‌ورس از شاخه‌های رودخانه ابهررود به منظور ذخیره آب جهت تأمین آب شرب شهر ابهر و همچنین توسعه کشاورزی و باغداری حد فاصل ابهر و تاکستان مورد نظر قرار گرفت.